# Tomas Holmström
Bengt Tomas Holmström, född 23 januari 1973 i Piteå, är en svensk före detta professionell ishockeyspelare.

## Karriär
Holmström spelade 1027 matcher i NHL för laget Detroit Red Wings och vann fyra Stanley Cup. I Sverige spelade han med Piteå HC och Bodens IK i division 1 och med Luleå HF i Elitserien. Hans specialitet var att vara spelaren som står framför mål för att skymma målvakten och försöka slå in returer. Han ansågs vara världens främste i denna position. Eftersom han får utstå hårda attacker från motståndarna i denna position har han konstruerat en rad specialskydd, bland annat en ryggplatta.
Holmström var en mycket uppskattad spelare, tack vare sin vilja att alltid kämpa och slita hårt i varje match - han fick smeknamnen "Demolition Man" eller "Homer" i NHL. Han vann SM-guld säsongen 1995–96 med Luleå HF. Tillsammans med svenska landslaget tog han OS-guld under Olympiska vinterspelen 2006 i Turin i Italien.
Ingen svensk har vunnit fler Stanley Cup-titlar än Holmström, Nicklas Lidström, Anders Kallur och Stefan Persson.
Holmström var uttagen i Tre Kronors trupp till OS i Vancouver 2010 men på grund av en knäskada som han ådrog sig 13 februari 2010 i en match mellan Detroit Red Wings och Ottawa Senators i NHL meddelade förbundskapten Bengt-Åke Gustafsson att Johan Franzén skulle ersätta honom.
Den 22 januari 2013 meddelade Holmström, vid en officiell presskonferens, att han avslutar sin karriär som hockeyspelare. 

## Meriter
- SM-guld med Luleå Hockey 1996
- Stanley Cup 1997, 1998, 2002, 2008
- OS-guld 2006
- Piteå Wall of Fame 2006
- Svensk Ishockeys Hall of Fame 2019

## Klubbar
- Detroit Red Wings 1996–97 – 2003–04, 2005–06 – 2013
- Luleå HF 1994–95 – 1995–96, 2004–05
- Bodens IK 1993–94
- Piteå HC 1989–90 – 1992–93

## Statistik

### Klubbkarriär
| 1994–95    | Luleå HF             | Elitserien | 40   | 14  | 14  | 28  | —   | 56  | 8   | 1  | 2  | 3  | —  | 20  |
| 1995–96    | Luleå HF             | Elitserien | 34   | 12  | 11  | 23  | —   | 78  | 11  | 6  | 2  | 8  | —  | 22  |
| 1996–97    | Adirondack Red Wings | AHL        | 6    | 3   | 1   | 4   | -1  | 7   | —   | —  | —  | —  | —  | —   |
| 1996–97    | Detroit Red Wings    | NHL        | 47   | 6   | 3   | 9   | -10 | 33  | 1   | 0  | 0  | 0  | -1 | 0   |
| 1997–98    | Detroit Red Wings    | NHL        | 57   | 5   | 17  | 22  | 6   | 44  | 22  | 7  | 12 | 19 | 9  | 16  |
| 1998–99    | Detroit Red Wings    | NHL        | 82   | 13  | 21  | 34  | -11 | 69  | 10  | 4  | 3  | 7  | 2  | 4   |
| 1999–00    | Detroit Red Wings    | NHL        | 72   | 13  | 22  | 35  | 4   | 43  | 9   | 3  | 1  | 4  | 3  | 16  |
| 2000–01    | Detroit Red Wings    | NHL        | 73   | 16  | 24  | 40  | -12 | 40  | 6   | 1  | 3  | 4  | -1 | 8   |
| 2001–02    | Detroit Red Wings    | NHL        | 69   | 8   | 18  | 26  | -12 | 58  | 23  | 8  | 3  | 11 | 7  | 8   |
| 2002–03    | Detroit Red Wings    | NHL        | 74   | 20  | 20  | 40  | 11  | 62  | 4   | 1  | 1  | 2  | 1  | 4   |
| 2003–04    | Detroit Red Wings    | NHL        | 67   | 15  | 15  | 30  | 8   | 38  | 12  | 2  | 2  | 4  | 0  | 10  |
| 2004–05    | Luleå HF             | Elitserien | 47   | 14  | 16  | 30  | -10 | 50  | 4   | 0  | 0  | 0  | -7 | 18  |
| 2005–06    | Detroit Red Wings    | NHL        | 81   | 29  | 30  | 59  | 14  | 66  | 6   | 1  | 2  | 3  | -1 | 12  |
| 2006–07    | Detroit Red Wings    | NHL        | 77   | 30  | 22  | 52  | 13  | 59  | 15  | 5  | 3  | 8  | 2  | 14  |
| 2007–08    | Detroit Red Wings    | NHL        | 59   | 20  | 20  | 40  | 9   | 58  | 21  | 4  | 8  | 12 | 4  | 26  |
| 2008–09    | Detroit Red Wings    | NHL        | 53   | 14  | 23  | 37  | 18  | 38  | 23  | 2  | 5  | 7  | -2 | 22  |
| 2009–10    | Detroit Red Wings    | NHL        | 68   | 25  | 20  | 45  | 5   | 60  | 12  | 4  | 3  | 7  | 3  | 12  |
| 2010–11    | Detroit Red Wings    | NHL        | 73   | 18  | 19  | 37  | -6  | 62  | 11  | 3  | 4  | 7  | 7  | 8   |
| 2011–12    | Detroit Red Wings    | NHL        | 74   | 11  | 13  | 24  | -9  | 40  | 5   | 1  | 1  | 2  | 0  | 2   |
| SEL totalt | SEL totalt           | SEL totalt | 121  | 40  | 41  | 81  | —   | 184 | 23  | 7  | 4  | 11 | —  | 60  |
| AHL totalt | AHL totalt           | AHL totalt | 6    | 3   | 1   | 4   | -1  | 7   | —   | —  | —  | —  | —  | —   |
| NHL totalt | NHL totalt           | NHL totalt | 1027 | 243 | 287 | 530 | 38  | 763 | 180 | 46 | 51 | 97 | 34 | 157 |

### Internationellt
| År            | Lag           | Turnering     |    | Matcher | Mål | Assist | Poäng | Utv |
| ------------- | ------------- | ------------- | -- | ------- | --- | ------ | ----- | --- |
| 1996          | Sverige       | VM            | 6  | 1       | 0   | 1      | 12    |     |
| 2002          | Sverige       | OS            | 4  | 1       | 0   | 1      | 2     |     |
| 2004          | Sverige       | WC            | 4  | 3       | 2   | 5      | 8     |     |
| 2006          | Sverige       | OS            | 8  | 1       | 3   | 4      | 10    |     |
| Senior totalt | Senior totalt | Senior totalt | 22 | 6       | 5   | 11     | 32    |     |